# Gizab
Gizab é um distrito da província de Uruzgan, no Afeganistão.